# Luisa Albertini
Luisa Albertini (Como, 25 novembre 1918 – Como, 18 novembre 2018) è stata un'artista italiana esponente dell'astrattismo comasco.

## Biografia
Iniziò la sua attività artistica intorno al 1935 esercitandosi nel disegno dal vero sotto la guida di Piero Saibene, ma la sua formazione fu essenzialmente da autodidatta.
Frequentò l'ambiente artistico dell'astrattismo comasco di Mario Radice, Carla Badiali, Manilo Rho e Aldo Galli, sviluppando la sua curiosità nei confronti delle tecniche e dei materiali.
Le sue prime opere furono ritratti, disegni a grafite, a carboncino e a pastello. Dal dopoguerra si rivolse ad altri materiali: inizialmente alla terracotta smaltata che essa presentò alla Triennale di Milano nel 1953, successivamente al rame e al bronzo, anche essi smaltati, esposti alla Barbaroux di Milano nel 1959, e alla Galleria Miricae di Roma nel 1962.
Negli stessi anni partecipò a collettive di artisti italiani in Germania, per la Galleria Totti di Milano, e a Oslo e Stoccolma.
Dalle prime opere in terracotta è presente l’interesse per l'oggetto artigianale, piccoli accessori per la casa e gioielli in diversi materiali, prodotti con l’aiuto di artigiani in limitatissima serie o pezzi unici.
Negli anni sessanta iniziò a realizzare opere di grandi dimensioni: lavori in tessuto, panno, tela, juta, e poi negli anni Settanta in legno smaltato.
Le sue opere vennero esposte in mostre personali a Como, a La Spezia e a Brescia, insieme ad acqueforti, acquetinte, e ad altre opere grafiche che continua a produrre con tecniche diverse, dal collage all'incisione su scraperboard, agli inchiostri su carta. 
Negli anni novanta approdò alla pittura su tela alla quale si dedicò fino agli ultimi anni di produzione.
Dal 2000 proseguì con la produzione di disegni su carta con acquerelli, matite, pennarelli e collage. 
Luisa Albertini è scomparsa nel 2018, pochi giorni prima di poter compiere 100 anni.